# Sankt Veit (Pleinfeld)
Sankt Veit (seltener St. Veit) ist ein Gemeindeteil des Marktes Pleinfeld im Landkreis Weißenburg-Gunzenhausen (Mittelfranken, Bayern). Die Gemarkung Sankt Veit hat eine Fläche von 10,135 km². Sie ist in 1029 Flurstücke aufgeteilt, die eine durchschnittliche Flurstücksfläche von 9849,80 m² haben. In ihr liegen neben dem namensgebenden Ort die Gemeindeteile Banzermühle, Gündersbach und Walkerszell.

## Geographie und Verkehr
Das Pfarrdorf liegt umgeben von Wiesen und Wäldern in Westmittelfranken, rund einen Kilometer westlich von Pleinfeld mitten im Fränkischen Seenland; bis zum nördlich gelegenen Brombachsee sind es drei Kilometer. Zwischen dem Ort und dem Brombachsee erhebt sich die Schwarzleite. Rund zwei Kilometer südlich liegt der von Ellingen über Dorsbrunn verlaufende römischen Limes.
Der Walkerszeller Bach mündet rund 100 Meter südlich von St. Veit in den Banzerbach. Dieser durchfließt den Ort. Westlich befinden sich die rund 1,5 Hektar großen Fürsten- oder Veiter Weiher.
Die Kreisstraße WUG 3 führt durch den Ort und führt zur südlich angrenzenden Staatsstraße 2222. Am Nordrand des Orts führt die Bahnstrecke Gunzenhausen–Pleinfeld entlang.

## Geschichte
Bis ins 16. Jahrhundert hinein hieß der Ort Erlbach oder Untererlbach. Seinen heutigen Namen hat das Dorf, das im 9. oder 10. Jahrhundert ursprünglich von Fischern und Schäfern angelegt wurde, von seinem Kirchenpatron, dem heiligen Vitus. St. Veit wurde am 15. August 1275 erstmals urkundlich erwähnt. Lange Zeit gehörte der Ort dem Deutschen Orden an. 
Mit der Rheinbundakte fiel der Ort 1806 an das Königreich Bayern. Mit dem Gemeindeedikt 1808/1818 entstand das Steuerdistrikt bzw. die spätere Ruralgemeinde St. Veit. Das Steuerdistrikt lag im Landgericht Weißenburg und gehörte ab 1852 zum Landgericht Ellingen. Im Jahre 1846 sind in St. Veit zehn Häuser, 18 Familien und 113 Seelen verzeichnet. 1871 lebten im Ort in 48 Gebäuden 120 Menschen mit 6 Pferden und 51 Rindviecher.
Während der Ort über Jahrhunderte fast ausschließlich aus bäuerlichen Anwesen bestand, ist er heute die Heimat von Familien, die als Pendler ihren Lebensunterhalt verdienen.
Vor der Gemeindegebietsreform war St. Veit eine selbstständige Gemeinde mit den Gemeindeteilen Banzermühle, Gündersbach und Walkerszell. Am 1. Januar 1972 wurde sie in den Markt Pleinfeld eingegliedert.

## Bauwerke und Baudenkmäler
Das Ortsbild ist durch die katholische Deutschordenskirche St. Vitus aus dem Jahr 1787 geprägt. 
Nahe der Dorfkirche befindet sich das ehemalige Schulhaus (Sankt Veit 12), das später als Mesnerhaus diente. Der Walmdachbau ist zweigeschossig und wurde 1782 vom Deutschen Orden erbaut. Der ehemalige Pfarrhof (Sankt Veit 3) aus dem Jahre 1590 war ab 1627 eine Mühle, dass im 17. Jahrhundert umgebaut wurde. Nahe dem Gebäude steht die Pfarrscheune, ein eingeschossiger Walmdachbau aus Bruchstein mit Fachwerkinnenwände aus dem 18. Jahrhundert. Eine kleine Wegkapelle aus dem 18. Jahrhundert befindet sich leicht außerhalb des Ortes auf den Schulwiesen an der Straße nach Gündersbach. Nördlich von St. Veit gibt es zwei denkmalgeschützte Wasserdurchlässe der Ludwig-Süd-Nord-Bahn aus tonnengewölbtem Sandstein aus dem Jahre 1848.
Der aus Sandstein bestehende Vitusbrunnen wurde anlässlich der Flurbereinigung 1987 von Reinhard Fuchs erbaut.